# نيللي الجريس
نيللي الجريس (بالإنجليزية: Nellie Bellflower)‏ هي منتجة أفلام وممثلة أمريكية، ولدت في 1 مايو 1946 بفينيكس في الولايات المتحدة.

## أعمال

### أفلام
- (1982) وحيدة القرن الأخيرة
- (2004) العثور على أرض الخلود[1]

### مسلسلات
- أيام سعيدة

## ترشيحات
- جائزة الأوسكار لأفضل فيلم، عن عمل: العثور على أرض الخلود

## وصلات خارجية
- نيللي الجريس على موقع IMDb (الإنجليزية)
- نيللي الجريس على موقع ألو سيني (الفرنسية)
- نيللي الجريس على موقع أول موفي (الإنجليزية)
- نيللي الجريس على موقع قاعدة بيانات برودواي على الإنترنت (الإنجليزية)
- نيللي الجريس على موقع قاعدة بيانات الأفلام السويدية (السويدية)
- نيللي الجريس على موقع قاعدة بيانات الفيلم (الإنجليزية)
- نيللي الجريس على موقع كينوبويسك (الروسية)